# بولافي
بولافي هي مدينة تقع في محافظة لوبلين في منطقة بولندا الصغرى، بولندا.
المدينة مركز سياحي غني بالآثار. يوجد هنا أول متحف بولندي ، وهو أقدم منشأة من هذا النوع في أوروبا الوسطى. مناطق الجذب السياحي التي تستحق الزيارة هنا هي:
- قصر كزارتوريسكي
- حديقة كزارتوريسكي
- قصر مارينكا
- متحف للدراجات غير العادية - في قرية Gołąb القريبة
- ماجيك جاردنز[7]

تعتبر بولافي أيضًا مركزًا صناعيًا مهمًا في المنطقة. يتطور الاقتصاد هنا بشكل ديناميكي بفضل المنطقة الاقتصادية والمجمع الصناعي. أكبر شركة بولندية تتعامل في إنتاج الأسمدة النيتروجينية تعمل في المدينة.